# Like an Animal
Like an Animal è un singolo del gruppo musicale italiano Piqued Jacks, pubblicato il 5 aprile 2023.

## Promozione
Il 20 febbraio 2023 è stata confermata la partecipazione dei Piqued Jacks alle semifinali di Una voce per San Marino, festival utilizzato per selezionare il rappresentante sanmarinese all'annuale Eurovision Song Contest. Like an Animal, il loro brano per la competizione, è stato presentato in occasione della terza semifinale che si è svolta il 22 febbraio 2023. Superata questa hanno preso parte alla finale dell'evento il successivo 25 febbraio, dove sono risultati i vincitori del voto della giuria di esperti, diventando di diritto i rappresentanti del Titano a Liverpool. Il brano è stato ri-registrato in studio per l'occasione ed è stato pubblicato come singolo digitale il 5 aprile 2023. Nel maggio successivo si sono esibiti durante la seconda semifinale della manifestazione europea, senza però qualificarsi per la finale.